# Armorial des localités de Hongrie/K
Cette page donne les armoiries des localités de Hongrie, commençant par la lettre K.

## Ka-Ká

Karád

## Ke-Ké

Kecskemét
Kelebia
Kenderes
Kerékteleki
Kevermes

## Ki

Kisbér
Kisdombegyház
Kisharsány
Kistokaj

## Ko-Kó-Kö-Kő

Kocs
Kokad
Komádi
Komárom
Komló
Kondoros
Környe
Körösladány
Körösszakál
Kovácshida
Kővágószőlős
Kővágótöttös
Kozármisleny

## Ku-Kü

Kübekháza
Kulcs
Kunszentmiklós
Kutas